# 탬파베이 바이퍼스
| 탬파베이 바이퍼스 |                                                                 |
| 콘퍼런스          |                                                                 |
| 디비전            | 동부 디비전                                                     |
| 설립연도          | 2018년                                                          |
| 해체연도          | 2020년                                                          |
| 역사              | 탬파베이 바이퍼스 (2018년~2020년) 올랜도 가디언즈 (2023년~현재) |
| 경기장            | 레이먼드 제임스 스타디움                                        |
| 연고지            | 플로리다주 탬파베이                                             |
| 소유주            | 알파 아퀴코 LLC.                                                |
| 회장              |                                                                 |
| 단장              | 마크 트레스트만                                                 |
| 감독              | 마크 트레스트만                                                 |
| 리그 우승         |                                                                 |
| 콘퍼런스 우승     |                                                                 |
| 디비전 우승       |                                                                 |

탬파베이 바이퍼스(Tampa Bay Vipers)는 플로리다주 탬파베이를 연고지로 하는 XFL 동부 디비전 소속 미식축구 팀이다. 홈 경기장은 레이먼드 제임스 스타디움이다.
2023년 연고지를 플로리다주 올랜도로 이전했다.